# Lobelia pratiana
Lobelia pratiana är en klockväxtart som beskrevs av Charles Gaudichaud-Beaupré och Thomas G. Lammers. Lobelia pratiana ingår i släktet lobelior, och familjen klockväxter. Inga underarter finns listade i Catalogue of Life.